# Pá Hu
Pá Hu là một xã thuộc huyện Trạm Tấu, tỉnh Yên Bái, Việt Nam.

## Địa lý
Xã Pá Hu nằm ở trung tâm huyện Trạm Tấu, có vị trí địa lý:
- Phía đông giáp xã Làng Nhì và xã Phình Hồ
- Phía tây giáp xã Trạm Tấu và xã Xà Hồ
- Phía nam giáp xã Bản Mù
- Phía bắc giáp thị xã Nghĩa Lộ.

Xã Pá Hu có diện tích 36,93 km², dân số năm 2019 là 2.247 người, mật độ dân số đạt 61 người/km².

## Hành chính
Xã Pá Hu được chia thành 5 thôn: Cang Rông, Háng Gàng, Km 16, Pá Hu, Tà Tầu.